# 死亡通知
死亡通知是将死者死亡的消息告知另一个人，描述了一个人收到某人死亡消息的时刻。死亡通知者可以是志愿者、医务人员或执法人员。接收死亡消息的人一般是死者的家人或朋友。